# Lipeurus maculosus
Lipeurus maculosus är en insektsart som beskrevs av Clay 1938. Lipeurus maculosus ingår i släktet vinkellöss, och familjen fjäderlöss. Arten är reproducerande i Sverige. Utöver nominatformen finns också underarten L. m. maculosus.